# Zelowan cordiformis
Zelowan cordiformis Murphy & Russell-Smith, 2010 è un ragno appartenente alla famiglia Gnaphosidae.

## Etimologia
Il nome della specie deriva dal latino cordiformis, che significa che ha forma di cuore, in riferimento al profilo dei dotti spermatecali dell'epigino visti dorsalmente.

## Caratteristiche
L'olotipo femminile rinvenuto ha lunghezza totale è di 3,50mm; la lunghezza del cefalotorace è di 1,08mm; e la larghezza è di 0,82mm.

## Distribuzione
La specie è stata reperita nel Congo centrale: l'olotipo maschile è stato rinvenuto nella località di Coquilhartville, 20 chilometri a nord della città di Ikela, appartenente alla provincia dell'Equatore.

## Tassonomia
Al 2016 non sono note sottospecie e dal 2010 non sono stati esaminati nuovi esemplari.